# Blauvac
Blauvac is een gemeente in het Franse departement Vaucluse (regio Provence-Alpes-Côte d'Azur) en telt 337 inwoners (1999). De plaats maakt deel uit van het arrondissement Carpentras.

## Geografie
De oppervlakte van Blauvac bedraagt 21,1 km², de bevolkingsdichtheid is 16,0 inwoners per km².
De onderstaande kaart toont de ligging van Blauvac met de belangrijkste infrastructuur en aangrenzende gemeenten.

## Demografie
Onderstaande figuur toont het verloop van het inwonertal (bron: INSEE-tellingen).